# Katedrála svatého Domnia
Katedrála svatého Domnia (chorvatsky Katedrala Svetog Duje), v běžném jazyce Sveti Dujam nebo Sveti Duje, je katedrála chorvatské římskokatolické církve ve Splitu, v chorvatské Dalmácii. Je hlavním chrámem splitsko-makarské arcidiecéze, v jejímž čele stojí arcibiskup Marin Barišić. 
Katedrálu sv. Domnia tvoří vlastní chrám a zvonice. Přísně vzato je kostel zasvěcen Nanebevzetí Panny Marie, svatému Domniovi pouze zvonice, společně pak tvoří katedrálu sv. Domnia. Objekt je vestavěný doprostřed starořímského Diokleciánova paláce, v místě mauzolea tohoto císaře.

## Historie

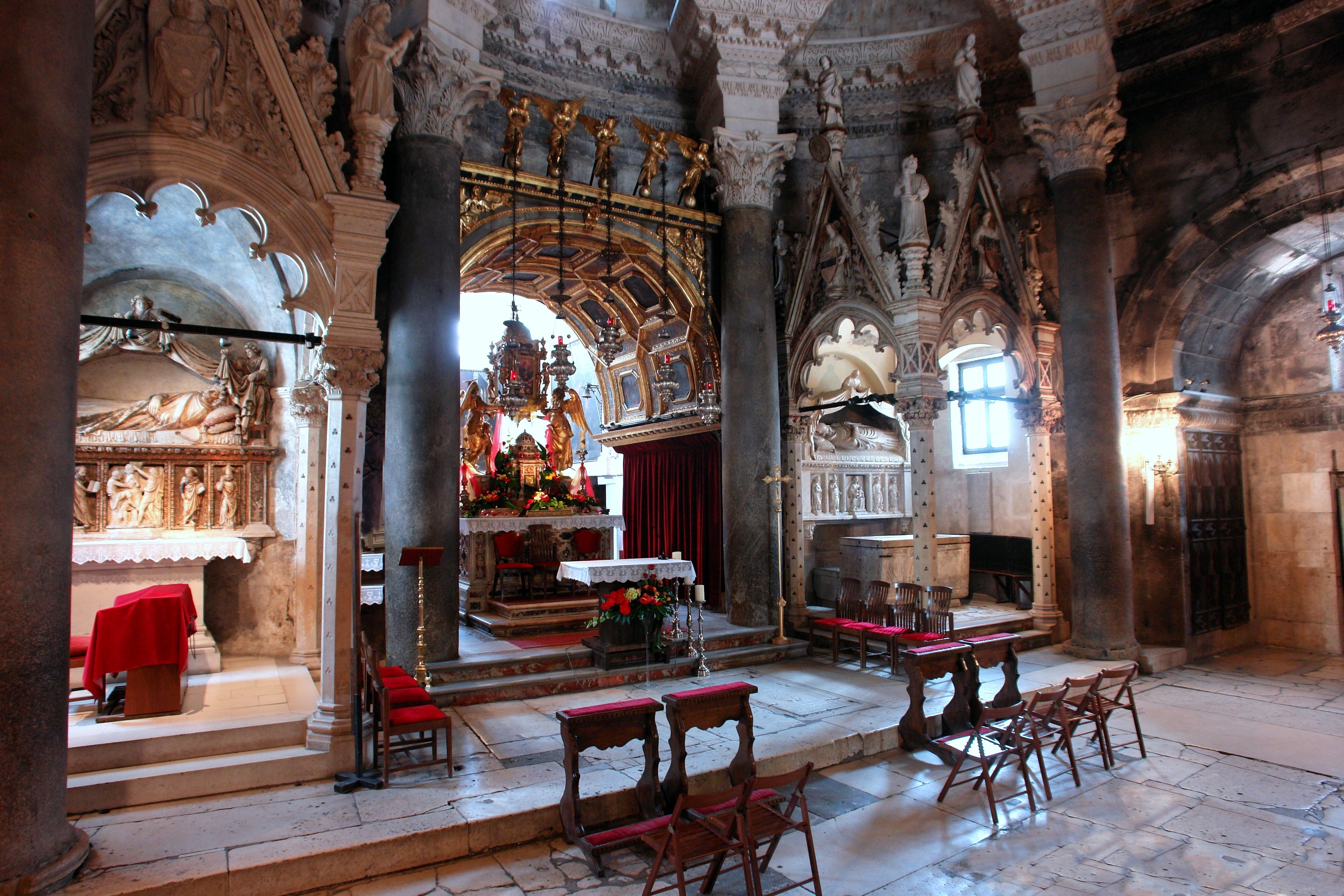
Interiér katedrály

Katedrála svatého Domnia, vysvěcená na přelomu 7. století n. l., je zřejmě nejstarší římskokatolickou katedrálou na světě užívanou v původní podobě, téměř bez pozdější renovace (byť zvonice se datuje do 12. století). Samotná stavba, postavená v roce 305 po Kristu jako mauzoleum pro římského císaře Diokleciána, je druhou nejstarší stavbou sloužící jako křesťanská katedrála.
Katedrála byla pojmenována po svatém Domniovi (zvaném též svatý Dujam, Duje, Domnio, Doimus, či Domninus) svatém patronu města Splitu, jenž byl salonským biskupem ve 3. století. Salona bylo velké římské město, metropole provincie Dalmácie. V současnosti se nachází poblíž chorvatského města Solinu. Svatý Domnius byl umučen společně se sedmi dalšími křesťany během pronásledování za vlády císaře Diokleciána. Narodil se v Antiochii v dnešním Turecku a byl sťat roku 304 v Saloně.

## Architektura

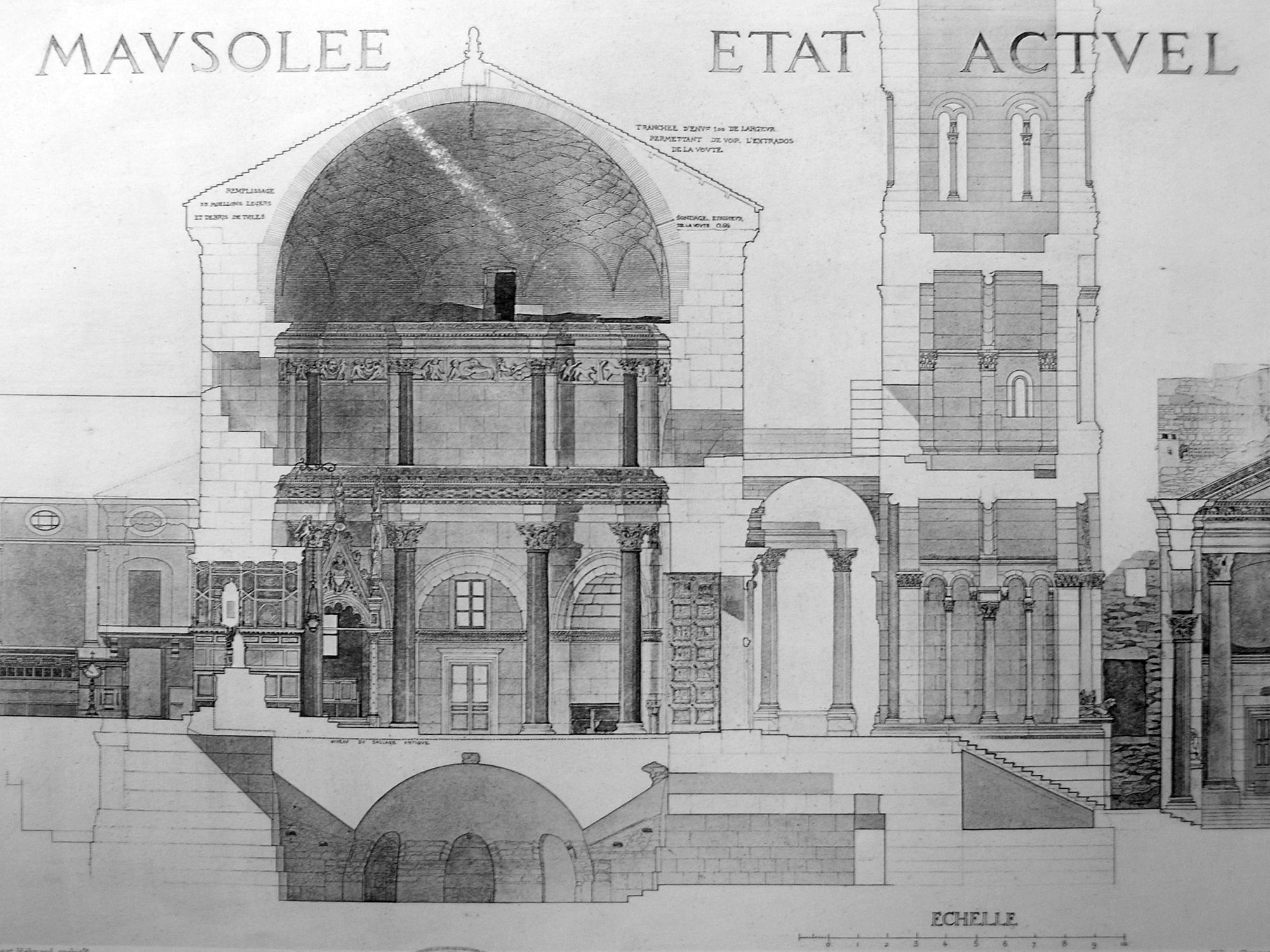
Průřez katedrálou

Diokleciánův palác (chorvatsky Dioklecijanova palača), byť se nedochoval v původní velkoleposti, je stále impozantní stavba v centru Splitu. Byl vybudován pro císaře Diokleciána, dalmatského rodáka, na přelomu 4. století. Na průsečíku dvou hlavních cest, cardo a decumanus, se nachází monumentální peristylové nádvoří (dnešní náměstí Peristil), z něhož je na východní straně jediný přístup do katedrály sv. Domnia.

## Výzdoba
Jedním z nejkrásnějších příkladů románského sochařství v Chorvatsku, jsou dřevěná vrata katedrály sv. Domnia. Byla vyrobena středověkým chorvatským sochařem a malířem Andrijem Buvinou kolem roku 1220. Dvě dřevěná křídla znázorňují 14 scén ze života Ježíše Krista, oddělených bohatou řezbářskou výzdobou.